# 以定邦
以定邦（1883年—1959年），别号景藩，广西桂林人，中华民国军事将领。

## 生平
保定陆军军官学校第一期毕业。1914年11月，分发广西陆军服务。历任广西定桂讨贼联军总司令第二纵队司令黄绍竑部参谋。1926年7月，任国民革命军第七军李宗仁部军械处处长，北伐开始后奉命留守广西后方。1927年10月，任广东第八路军李济深部新编第十五军司令部高级参谋，兼任军械处处长，随侍黄绍竑等从事高级幕僚事宜。抗日战争爆发后，任第三战区（司令长官顾祝同）副司令长官黄绍竑部高级参谋，参加淞沪会战。1938年，任青田县县长。1940年底，调任玉环县长，期间兼任玉环县简易师范学校校长。1946年4月，再任青田县长。1947年9月被免职。